# In a World... - Ascolta la mia voce
In a World... - Ascolta la mia voce (In a World...) è un film del 2013 diretto da Lake Bell.